# 沪通卡
沪通卡是上海公共交通卡股份有限公司发行的一款用于长江三角洲地区高速公路不停车收费系统的CPU卡。

## 简介
沪通卡本身只是一张智能卡，但它必须和车载单元OBU（电子标签）配合才能实现不停车交费的功能。
沪通卡分为储值卡、A类记账卡和B类记账卡三种。

### OBU车载单元
OBU车载单元，又称电子标签，是用来记录车辆信息、存储高速公路入口信息的设备。目前，电子标签、沪通卡和车辆采取唯一对应的绑定方式，用户不能自行拆卸，而需要到特定地点进行。

### 储值卡
储值卡使用和充值方式类似上海公共交通卡，但其必须和车载单元同时购买，不能单独购买，同时卡内最大余额可为9999元（上海公共交通卡为999元）。

### A类记账卡
A类记账卡类似信用卡，采取先用后付的方式，定期从用户事先指定的银行帐号扣划。

### B类记账卡
B类记帐卡采取的是先预存，再先用后付的方式，用户预先存入一笔资金，定期从此资金中扣划。

## 使用
目前沪通卡可在上海、江苏各主要高速公路使用，除了在不停车收费车道自动付款外，用户还可以在人工车道使用沪通卡刷卡支付。2015年9月28日，使用范围扩大到全国各地的所有高速公路（海南省、西藏自治区除外）。

## 充值
储值卡用户可在各充值网点通过现金方式充值，B类记账卡用户可通过现金、支票、转账等方式充值，A类记账卡用户只需将资金存入绑定的帐户即可。